# Satellite Based Augmentation System

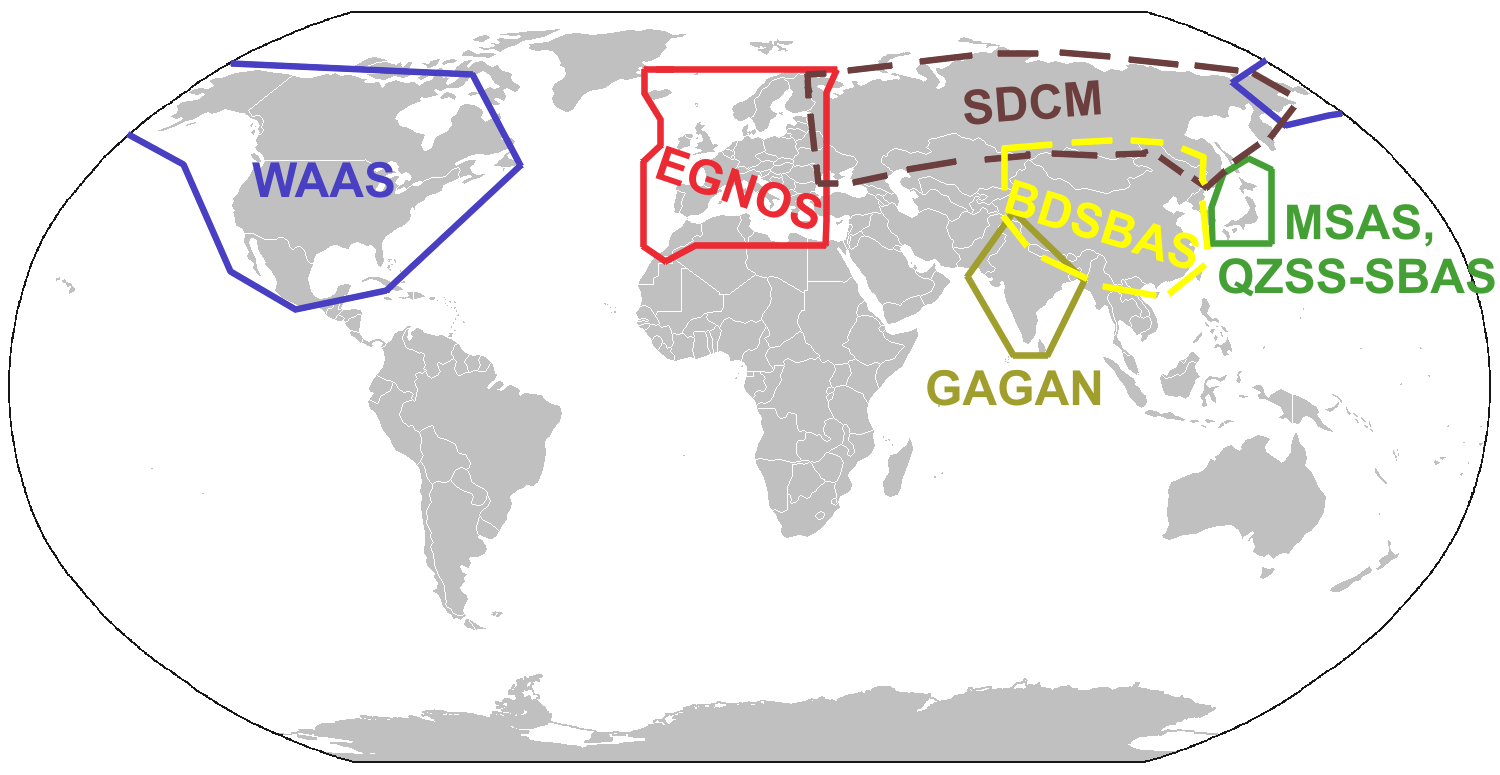
Serviceregioner inom SBAS

Satellite Based Augmentation System (SBAS) är en samlingsbenämning för regionala hjälpsystem till globala satellitnavigeringssystem, såsom GPS, GLONASS och Galileo. Dessa hjälpsystem mäter vid markstationer upp små avvikelser i synkroniseringen av de andra systemens satelliter. Denna information översätts sedan till korrektionsdata som vidarebefordras via satelliter i geostationär bana.
Tre stora system finns i bruk.
- WAAS (amerikanskt)
- Egnos (europeiskt)
- MSAS (japanskt)